# Grákinnartindar
Grákinnartindar är en bergstopp i republiken Island. Den ligger i regionen Austurland, 300 km öster om huvudstaden Reykjavík. Toppen på Grákinnartindar är 1 114 meter över havet.
Trakten runt Grákinnartindar är nära nog obefolkad, med mindre än två invånare per kvadratkilometer. Det finns inga samhällen i närheten. Trakten runt Grákinnartindar består i huvudsak av gräsmarker.